# Dacia Logan
O Logan é um automóvel sedan compacto, desenvolvido em parceria pela Renault e pela Dacia, visando especialmente os mercados emergentes.

## História
Desenvolvido por volta de 2004, o Logan é a proposta ambiciosa do Carro Popular. No Leste Europeu onde é vendido pela Dacia (com exceção da Rússia), custa cerca de 5.700 Euros.
A Fabricante Romena Dacia foi comprada em 1999 pela Francesa Renault. O Logan viria a ser então, um dos primeiros veículos da nova Dacia, sendo uma proposta para os mercados emergentes. O Logan deu tão certo que está sendo comercializado também pela Renault.

## Áreas de atuação da Renault
O sucesso do Logan vendido pela Dacia foi grande e o automóvel passou a ser produzido em 7 Paises, e vendido em cerca de outros 50 Paises, em Cinco Continentes, como: Rússia, Alemanha, Brasil e outros.
Nestes paises, o Logan é vendido como Renault Logan e não como Dacia Logan, apesar de serem o mesmo veículo.
Na Romênia, onde surgiu o Logan, ele é vendido pela marca Dacia (Pertencente a Renault).
Ainda no México, o Logan é vendido sob o nome de Aprio com a marca da japonesa Nissan (Parceira da Renault).
Desde 2004 vendeu mais de 500 mil unidades na Europa.
Em 2020, a Dacia (Subsidiária da Renault) lançou a 4a geração do Logan.
Um dos principais destaques da nova geração do Logan é sem dúvida o visual. Mais refinado e sofisticado, também ganha estilo do terceiro volume com a caída suave inspirada em modelos cupê, atual tendência do segmento. Na parte frontal chama a atenção o novo conjunto óptico de aspecto moderno com direito a assinatura luminosa em LEDs em Y.
Na traseira, o novo Logan mantém linhas limpas que ressaltam a caída suave do teto. Novas lanternas, horizontais, também trazem a nova assinatura luminosa da marca. Nesta visão também é possível ver que a característica de estilo, os para-lamas ressaltados, permanecem com linhas marcantes na lateral.
Ao encarar o novo Logan, a evolução do estilo mostra linhas mais retas e bem definidas no capô. Mesmo com novo para-choque e grade, os traços que dão identidade ao sedã estão mantidos. Para o modelo que será produzido no Brasil, espere por uma nova grade com o emblema da Renault.
Na lateral, é nítida a evolução. O estilo inspirado em cupês resultou em um novo formato da área envidraçada, com uma nova janela espia maior e que invade bastante a coluna C. Repare também na coluna B, que abandona o adesivo e ganha uma peça central que divide as portas. Construído sobre a nova plataforma CMF-B, também não precisará ter a suspensão tão elevada como no modelo atual para receber a transmissão CVT.
O interior acompanha os avanços externos. Tudo é novo e mais sofisticados. Com traços mais retos e horizontais, traz novas saídas de ar, novos comandos do ar-condicionado, cluster de instrumentos com velocímetro e conta-giros separados por uma tela de 3,5" para o computador de bordo, tela flutuante para a central multimídia nas versões intermediárias e de topo, novo volante, novos bancos e até mesmo freio de estacionamento eletrônico. As maçanetas receberam sensor por aproximação nas versões mais caras, da mesma forma que no Duster.
No Brasil, a previsão é de que chegue em 2022.

## Diferenciais
O Logan possui somente 3.000 peças (seus concorrentes possuem no mínimo 5.000), o que torna seu processo produtivo barato. Além disso, é um veículo com grandes dimensões, se comparado com os concorrentes diretos. O Logan possui uma suspensão mais rígida do que a dos concorrentes, mas não penaliza tanto o conforto, que é compensado pelo espaço interno. Nos locais onde é comercializado seu valor dificilmente ultrapassa os 10.000 Euros, sendo portanto mais barato do que concorrentes menores e menos equipados (como o Peugeot 206). Contudo, no Brasil o Logan é vendido como compacto premium, sendo pouco mais caro que o 206 ou o Renault Clio.
Segundo o CESVI do Brasil, centro de pesquisa que estuda a reparação de veículos, repor peças danificadas num Logan custa menos que em qualquer outro carro da categoria.
O Logan é forte e robusto. Sua estrutura reforçada foi desenvolvida para enfrentar os mais diversos tipos de pavimento e as mais severas condições de rodagem.

## Projetos
A Dacia  tem projetos para o Logan como:
- Logan Station Wagon (já lançada na Europa com o nome de Logan MCV)
- Logan Hatch (lançado no Brasil com o nome de Sandero e design diferenciado)
- Logan pickup (estava programado para vir no 2º semestre de 2008, mas não veio)
- Logan ECO² (Versão do Logan que faz cerca de 23 km com 1l de diesel)

## Galeria

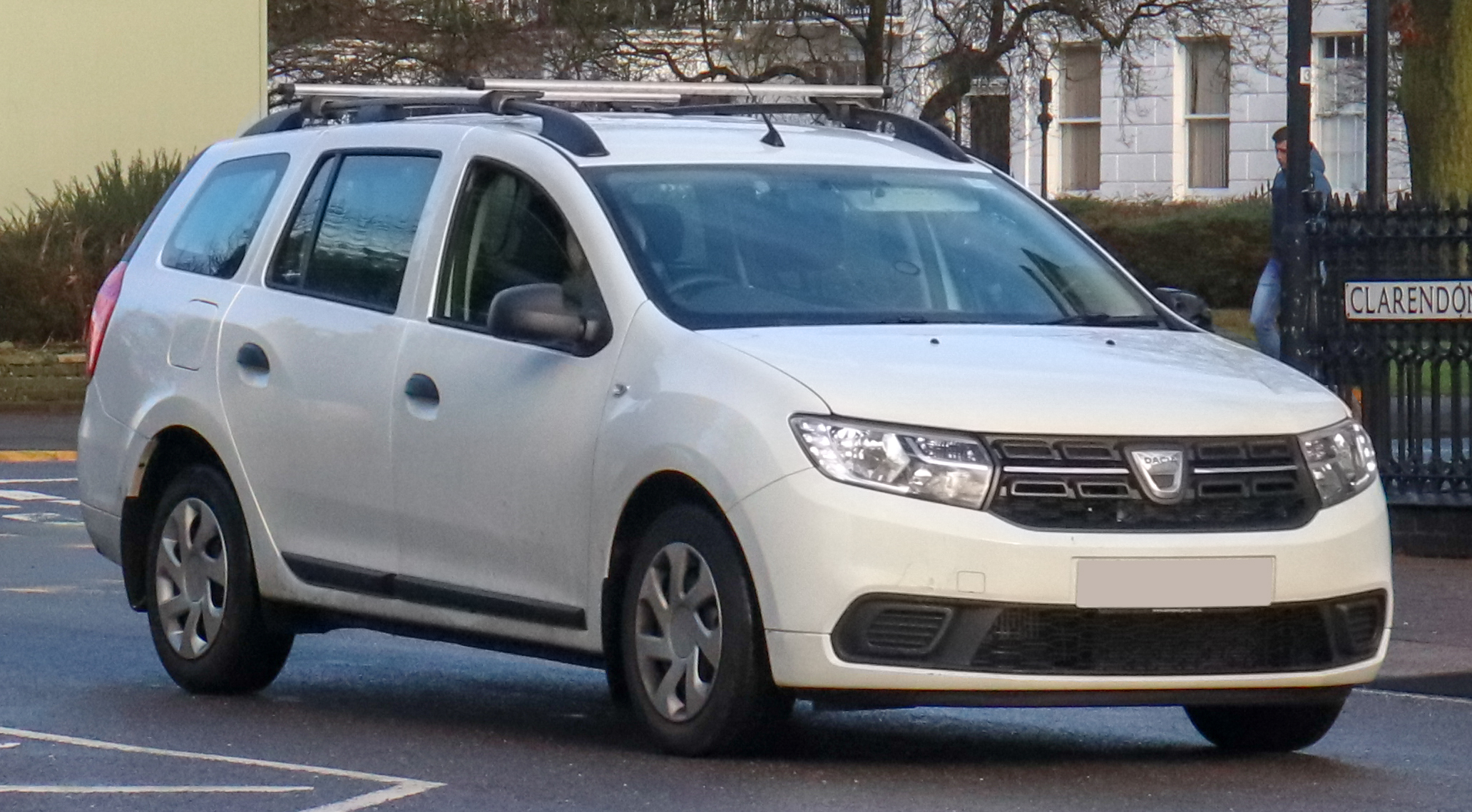
Logan MCV.
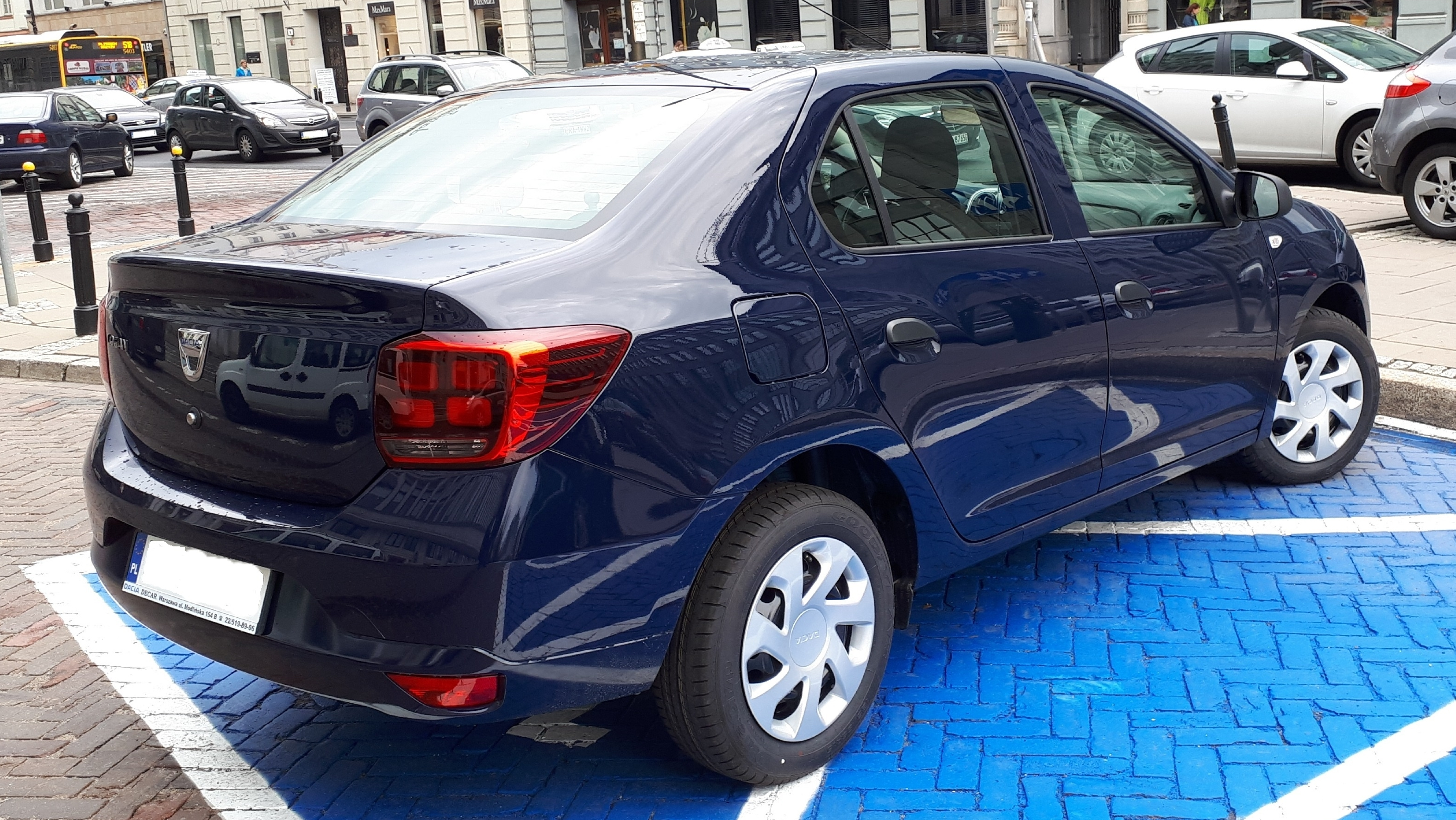